# Irena Ona Mišeikienė
ǎIrena Ona Mišeikienė ist eine litauische Unternehmerin, eine der Großaktionäre der litauischen Investment- und Private-Equity-Gesellschaft „Invalda“. 25,52 % der Aktien erbte sie nach dem Tod ihres Mannes. 2012 war sie die zweitreichste litauische Frau (2011 die drittreichste). 2011 betrug ihr Vermögen  180 Mio. Litas (52 Mio. Euro).

## Familie
Ihr Mann war Dailius Juozapas Mišeikis (1943–2010), Unternehmer und Manager. Die erste Tochter ist Indrė Mišeikytė (* 1970), Architektin, Unternehmerin und Managerin; sie bekam von ihrem Vater 15,09 % der Aktien der „Invalda“.  Einen kleinen Teil der Aktien hielt auch die andere Tochter Greta Mišeikytė Myers.